# Leonard Woolley

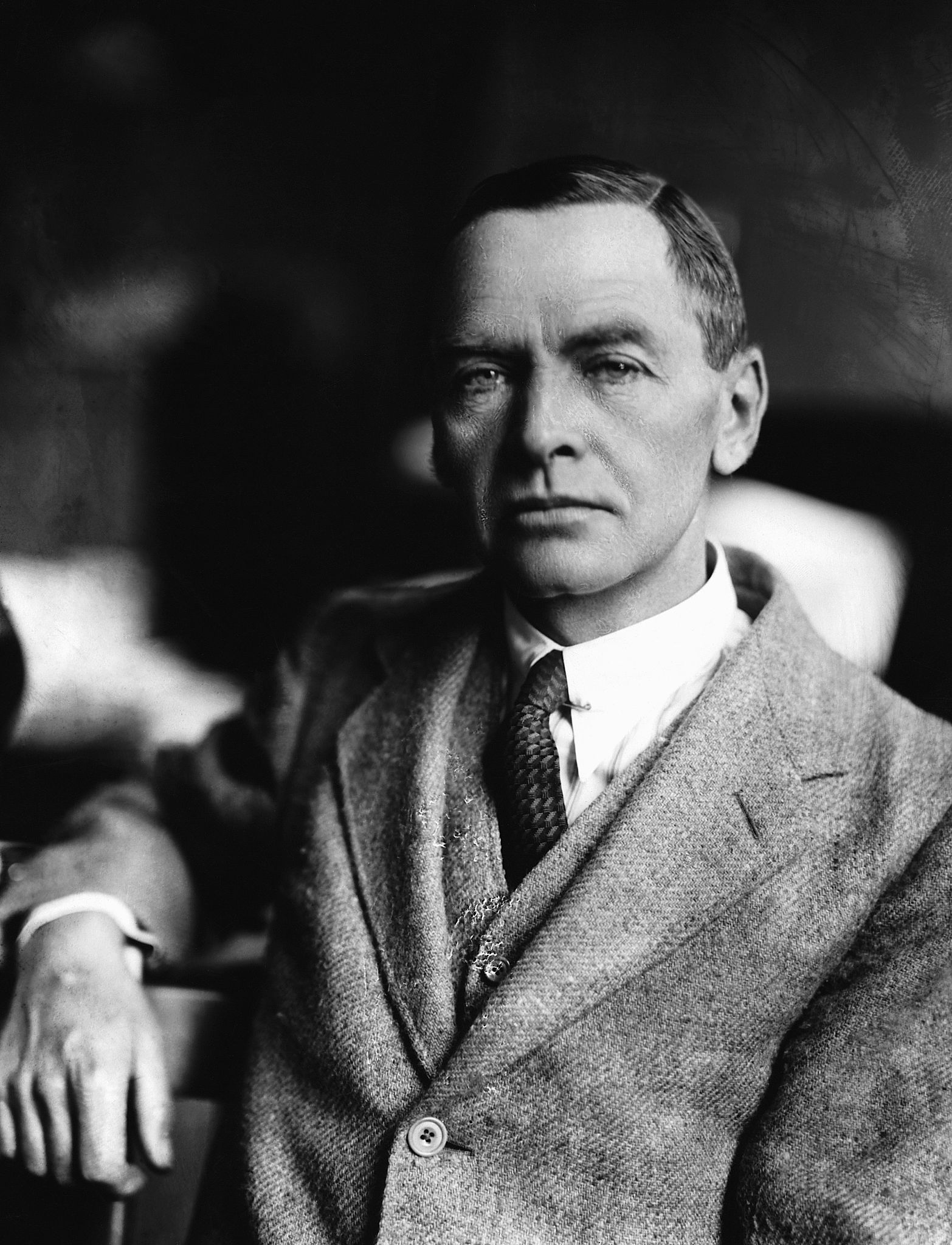
Leonard Wooley

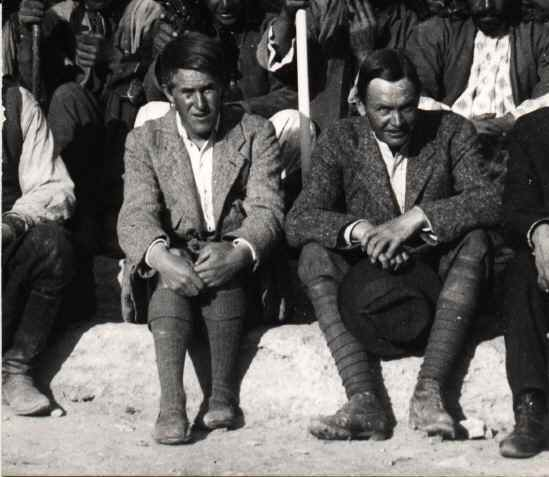
Leonard Wooley (rechts) und T. E. Lawrence in Karkemisch, Frühling 1913

Sir Charles Leonard Woolley (* 17. April 1880 in London; † 20. Februar 1960 ebenda) war ein britischer Archäologe.

## Leben
Leonard Woolley wurde in London geboren und studierte am New College in Oxford. Unter Arthur Evans war er 1905 junior assistant keeper am Ashmolean Museum. Seine ersten Grabungen führte er 1906/07 in Corbridge durch, wo er römische Überreste frei legte. Er erlernte die praktische Archäologie während der Ausgrabung. Als er 1911 die Sammlung von Sir Aurel Stein ordnete, wurde er mit Lord Carnarvon bekannt. Durch diesen Kontakt kam Woolley nach Ägypten. Noch vor dem Ersten Weltkrieg begann er mit wichtigen Ausgrabungen in Karkemisch. Er führte gemeinsam mit T. E. Lawrence, auch bekannt als „Lawrence von Arabien“, von 1913 bis 1914 die Zin Archaeological Survey im Auftrag des Palestine Exploration Fund durch. Er grub auch in Alalach. Es begann ein persönlicher Wettstreit mit Howard Carter um Popularität und Anerkennung. Mit Lawrence unternahm er eine Expedition in den Negev und arbeitete für den Geheimdienst. 1916 kam er in türkische Kriegsgefangenschaft. Wegen seines komplizierten Charakters machte er sich leicht Feinde, vor allem, seit seine spätere Frau Katharine an den Grabungen teilnahm. Am bekanntesten wurde Woolley durch seine Ausgrabungen der frühdynastischen Königsgräber in Ur in Mesopotamien von 1922 bis 1934. Während dieser Grabungen beherbergten er und seine Frau für längere Zeit die Schriftstellerin Agatha Christie, die dabei ihren späteren zweiten Ehemann Max Mallowan, der an den Grabungen beteiligt war, kennenlernte. 1935 wurde Woolley für seine Verdienste um die Archäologie zum Knight Bachelor geschlagen.

## Grabungsmethoden

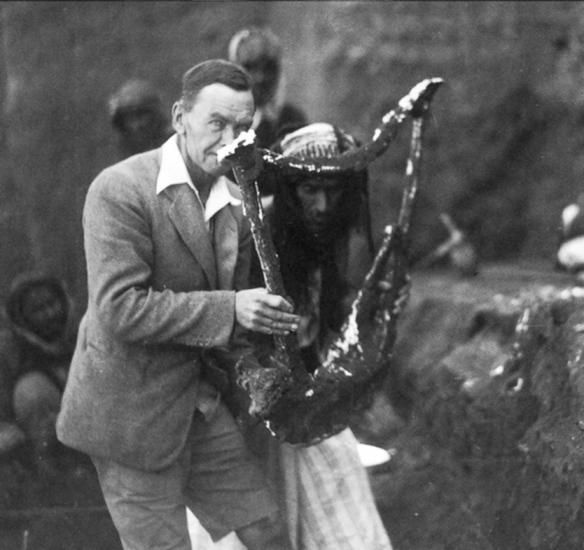
Leonard Woolley mit dem Gipsabdruck einer sumerischen Stierleier

Woolley gilt als einer der ersten „modernen“ Archäologen. Während seine Vorgänger Paul-Émile Botta, Austen Henry Layard und Hormuzd Rassam den Ehrgeiz hatten, in möglichst kurzer Zeit möglichst spektakuläre Funde ans Tageslicht zu holen, ging es ihm besonders um die präzise Erfassung der Lage von Kleinfunden, um diese möglichst genau zuordnen zu können. Er verwendete viel Zeit darauf, sein einheimisches Personal zu schulen: Wie man schürft, ohne Fundstücke zu verschieben, wie man aus Mänteln rasch ein Dach errichtet, wenn ein Sturzregen die Grabungsstätte zu verschlammen droht, wie man zerfallene Holzstäbe aus Löchern erkennt, Schilfmatten an Wellenlinien aus weißem Pulver. So ließ er erst zweitausend Gräber nach und nach im Vorfeld des Tempelbezirkes von Ur ausheben und gewissenhaft erfassen, bis er fünf Jahre später, 1927, zum Tempelbezirk selbst zurückkehrte, den er schon 1922 erkannt hatte, um die Königs- und Prinzengräber auszugraben. Insgesamt ergrub er die Grablegen von 16 Königen, die jeweils mit großem Gefolge bestattet worden waren.
Als Grabungsleiter galt Woolley einerseits als genial, andererseits aber auch als Tyrann. Seine große Vorstellungsgabe half ihm bei der Rekonstruktion der Ausgrabungen.

## Schriften
- Karanòg. The Town. The University of Pennsylvania, Egyptian Dept. of the Museum, Eckeley B. Coxe Junior Expedition to Nubia, vol. V. 1911.  Archive
- Dead Towns And Living Men. Being Pages From An Antiquary's Notebook. Jonathan Cape, London 1920 Archive
- Excavations at Ur of the Chaldees. London 1923
- The Sumerians. Clarendon Press, Oxford 1928
- The Development Of Sumerian Art. Faber & Faber Ltd, 1935
- Ur of the Chaldees. A Record of Seven Years of Excavation. Faber, 1935 Archive
- A Forgotten Kingdom. Penguin Books, Harmondsworth 1953
- Spadework: Adventures in Archaeology. 1953
- Excavations at Ur: A Record of 12 Years' Work. 1954
- Alalakh. An Account of the Excavations at Tell Atchana. Oxford 1955.
- History Unearthed: A Survey of Eighteen Archeological Sites throughout the World. Ernest Benn Ltd., London 1958. (Deutsch: siehe unten).
- Digging up the past. 1930 [2nd ed.]. Harmondsworth: Penguin Books, 1960.
- The Art of the Middle East Including Persia, Mesopotamia and Palestine. Crown Publishers, New York 1961

- Mit T. E. Lawrence: The wilderness of Zin. Jonathan Cape, London 1936

Über seine Arbeit:
- British Museum: Carchemish, report on the excavations at Jerablus on behalf of the British Museum / conducted by C. Leonard Woolley and T. E. Lawrence. Trustees of the British Museum, London 1914–1952.

Deutsch
- Vor 5000 Jahren. Die Ausgrabungen von Ur und die Geschichte der Sumerer. Franckhsche Verlagsbuchhandlung, Stuttgart 1930.
- Ur und die Sintflut – Sieben Jahre Ausgrabungen in Chaldäa, der Heimat Abrahams. F. A. Brockhaus, Leipzig 1930.
- Mit Hacke und Spaten. Die Erschließung versunkener Kulturen. F. A. Brockhaus, Leipzig 1932
- Ein vergessenes Königreich. Die Ausgrabung der zwei Hügel Atschana und al-Mina im türkischen Hatay. F. A. Brockhaus, Wiesbaden 1954.
- Ur in Chaldäa. Zwölf Jahre Ausgrabungen in Abrahams Heimat. Brockhaus, Wiesbaden 1956.
- Ausgrabungen – Lebendige Geschichte. DuMont, Köln 1960. (History Unearthed)
- Mesopotamien und Vorderasien. Die Kunst des mittleren Ostens. Holle Verlag, Baden-Baden 1961